# Луцій Корнелій Лентул (консул 130 року до н. е.)
Луцій Корнелій Лентул (177–130 роки до н. е.) — політичний, державний та військовий діяч Римської республіки, консул 130 року до н. е.

## Життєпис
Походив з патриціанського роду Корнеліїв Лентулів. Син Публія Корнелія Лентула, консула-суффекта 162 року до н. е.
У 137 році до н. е. Луцій Корнелій став претором. Його було спрямовано до Сицилії для придушення повстання рабів, але тут зазнав поразки й втратив військовий табір. У 130 році до н. е. його обрано консулом разом з Марком Перперною. Втім незабаром він помер.

## Родина
- Луцій Корнелій Лентул, намісник провінції Азія у 82 році до н. е.
- Публій Корнелій Лентул, легат у 90 році до н. е.